# 알렉산더 폰 훔볼트
프리드리히 빌헬름 하인리히 알렉산더 폰 훔볼트 남작(독일어: Friedrich Wilhelm Heinrich Alexander Freiherr von Humboldt, 1769년 9월 14일~1859년 5월 6일)은 독일의 지리학자, 자연과학자, 박물학자, 탐험가이다. 그의 친형이 독일의 교육부 장관, 내무장관이며 언어학자인 빌헬름 폰 훔볼트이다.
남미대륙과 중앙아시아를 탐험하며 자연지리와 생태 등을 관찰한후 이에 대한 방대한 자료를 편집하여 근대 지리학의 금자탑으로 평가받는 대작 《코스모스》(Kosmos)를 쓴 것으로 유명하다. 칼 리터와 함께 근대 지리학의 시조가 되었다. 또한 괴테와 쉴러와 유럽 체류 중인 시몬 볼리바르 등과 친분이 있던 것으로도 알려져 있다.

## 생애
1769년 9월 14일, 베를린 프로이센 귀족 가문에서 태어나, 아버지가 죽은 후 1779년부터 교육을 받기 시작했다. 훔볼트와 그의 형은 1789년까지 가정교사에게서 교육을 받았다. 괴팅겐 대학교, 프라이 베르크 광산 전문학교에서 배웠다. 제임스 쿡의 제2차 원정대의 대원이었던 게오르크 포르스타를 알게 되고, 그와 유럽여행을 한 것이 훔볼트에게 세계 탐험 여행을 떠나게 하는 계기가 되었다.
1791년에 프라이부르크 광산 학교에 입학하여 졸업한후 프로이센 정부의 광산관리국 공무원이 되었다. 1792년부터 1797년까지는 중부 유럽의 여러국가에 있는 암염 광산 지역을 돌아보았다. 1796년 11월 19일 어머니가 사망하면서 많은 유산을 상속받았다. 그는 공무원직을 사직하고 스페인 총리의 후원을 받아 1799년부터 스페인령 아메리카 탐험을 시작했다. 카나리아 제도의 테네리페섬에서 유성우 관측을 수행했고, 그가 당시에 했던 그 주기의 연구는 오늘날의 천체 관측의 기초가 되었다.
또한 남미 대륙으로 건너가 오리노코강과 아마존강이 지류로 연결되어 있다고 단정하고 다양한 동식물 조사를 실시했다. 그리고 콜롬비아에서 안데스산맥을 거쳐 페루까지 힘든 탐구를 하고, 침보라소 산 정상 5,700m 지점까지 도달하여 리마에 도착했다. 이 때, 페루 연안을 흐르는 해류를 조사한 것을 기념하여, 훔볼트 해류의 이름이 붙여졌다.
이러한 경험을 살려, 예전에는 서로 독립적으로 생각하고 있었던 동식물의 분포와 위도와 경도 혹은 기후 등의 지리적 요인과의 관계를 설명하고, 근대 지리학 방법론의 선구적인 업적이라 할 수 있는 대저 《코스모스》를 썼다.
1804년, 남미에서 돌아온 훔볼트는 이탈리아의 베수비오 화산을 조사하고 연구를 하여 1807년 베를린에서 《자연의 풍경》을 발간했으며, 지금까지의 연구 성과를 정리하기 위해서 파리에 자리를 잡았다. 이 무렵에 그의 명성은 유럽 전역을 흔들어 나폴레옹 다음으로 유명한 인물이라는 말까지 있었다.
남미 탐험에서 유럽으로 돌아온 1804년 직후부터 페루의 구아노를 수입하고자 했으나 성사되지 못했다. 당대 유럽인들은 아직 구아노의 질소비료로서의 가치를 몰랐기 때문이다. 1840년대 들어서 화학 분야가 발전하면서 식물성장에 있어서 질소의 중요성이 알려졌고 구아노가 채집되어 수입되기 시작하였다.
이미 1794년까지 훔볼트는 모든 생명체의 형태와 자연 환경과의 관계를 이야기하는 《세계의 자연》을 생각하고 있었다고 한다. 그는 열대 아메리카 산맥의 조사를 통해 자연지리학, 지구물리학의 기초를 닦았다. 훔볼트는 지형, 기상, 지자기 연구에 각종 화학 설비를 이용하여 식물과 환경과의 관계를 조사하고 6만 종에 이르는 방대한 표본을 수집했지만, 그 안에는 수천 종에 이르는 새로운 종 및 속에 포함되어 있었다.
훔볼트의 도표 기록이 과학 분야에 큰 진전을 가져온 것은 확실하다. 《등온 곡선 만들기》(1817년)에서 그는 여러 나라의 기후 조건을 비교할 생각과 방법을 보여주고, 또 처음 해발 고도 증가에 따른 기온의 감소율을 밝혀내서 열대성 폭풍우의 원인을 찾고, 고위도에서 대기의 안정을 지배하는 복잡한 법칙을 발견하는 단서를 얻었다. 또한 식물학에 관한 그의 논문은 유기체의 분포가 다른 자연 조건에 영향을 받는다는 당시로서는 전혀 새로운 아이디어에 근거한 것이었다. 또한 지구의 자력의 힘이 극에서 적도를 향해 감소하는 것을 발견한 것도 훔볼트였다.
그 후 남아메리카·중앙아시아 등을 여행하고 그 경험을 정리하여, 1829년 빈 대학교에서 자연지리학을 가르쳤다. 또한 국제적인 지자기 관측소를 만들었으며 프로이센에 기상학 연구소를 세웠다. 그 외에도 동식물, 천문, 기후, 광물, 해양 등의 분야에 큰 업적을 쌓았다. 《신대륙 적도 지역 여행기》는 1805년부터 1834년까지 23권으로 출간되었는데, 훔볼트의 광범위한 관심 분야를 잘 보여준다. 4권은 천문학적 관측이 실려있고, 7권은 훔볼트와 봉플랑이 여행 중에 발견한 식물에 대해 기술하고 있다. 3권은 뉴스페인 왕국에 관한 정치적 수필이다.
그는 1859년 90세의 나이에 사망했으며 장례식이 국장으로 거행되었다.

## 같이 보기
- 훔볼트 해류

## 참고 자료
- 이 문서에는 다음커뮤니케이션(현 카카오)에서 GFDL 또는 CC-SA 라이선스로 배포한 글로벌 세계대백과사전의 내용을 기초로 작성된 글이 포함되어 있습니다.